# 列治文道 (安大略省)

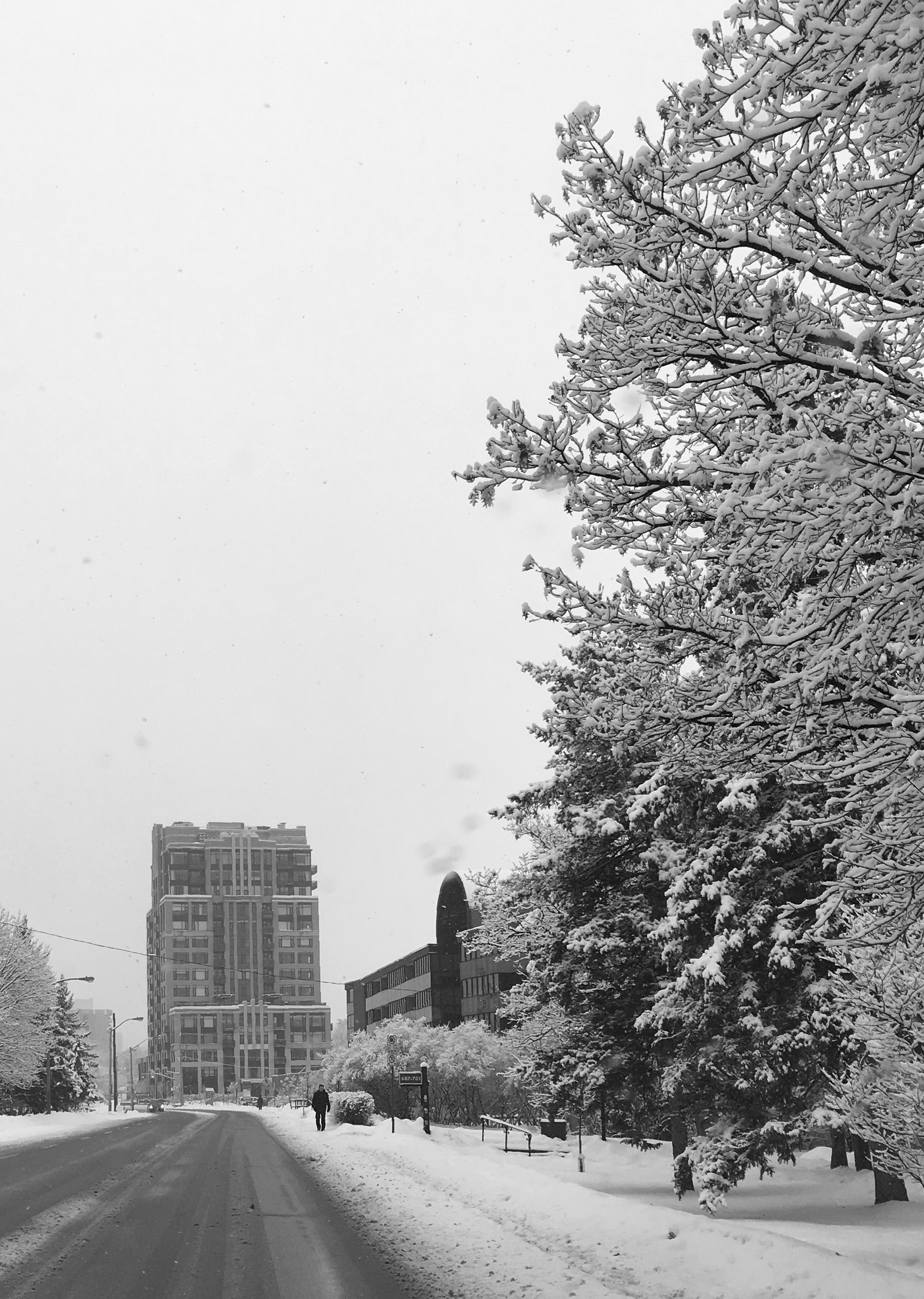
列治文道近威斯波羅 (渥太華)社區

列治文道（英語：Richmond Road；渥太華36號市道）是加拿大安大略省東部的一條主要道路。
介乎島嶼公園徑與羅拔臣道的列治文街路段稱為渥太華36號市道。舊列治文街則稱為渥太華59號市道。
2011年4月13日，渥太華市議會決定將介乎基線道與羅拔臣道的列治文道路段（以及羅拔臣道本身）更名為勞萊法蘭西斯大道（Lloyd Francis Boulevard），以紀念自由黨國會議員兼下議院議長勞萊·法蘭西斯。因遭到當地居民及商家強烈反對，市議會最終撤銷了該更名決定。